# Nationale Sportweek
De Nationale Sportweek wordt sinds 2004 gehouden in Nederland op initiatief van het Nationale Sport Platform, een stichting die bestaat uit NOC*NSF, de Koninklijke Vereniging voor Lichamelijke Opvoeding (KVLO), de Vereniging Sport en Gemeenten, CBW-Mitex, FGHS).
In het algemeen wordt de Nationale Sportweek georganiseerd in de tweede en derde week van april. Sinds 2022 wordt de Nationale Sportweek niet meer in april, maar in september gehouden.

## Achtergrond
De Nationale Sportweek is een initiatief van het NOC*NSF (Nederlands Olympisch Comité*Nederlandse Sport Federatie), de Koninklijke Vereniging van Leraren Lichamelijke Opvoeding (KVLO), Vereniging Sport en Gemeenten (voorheen LC), brancheorganisatie voor ondernemers in de (sport)detailhandel (CBW-Mitex) en de branchevereniging van sportleveranciers (FGHS).